# International Motors Cars

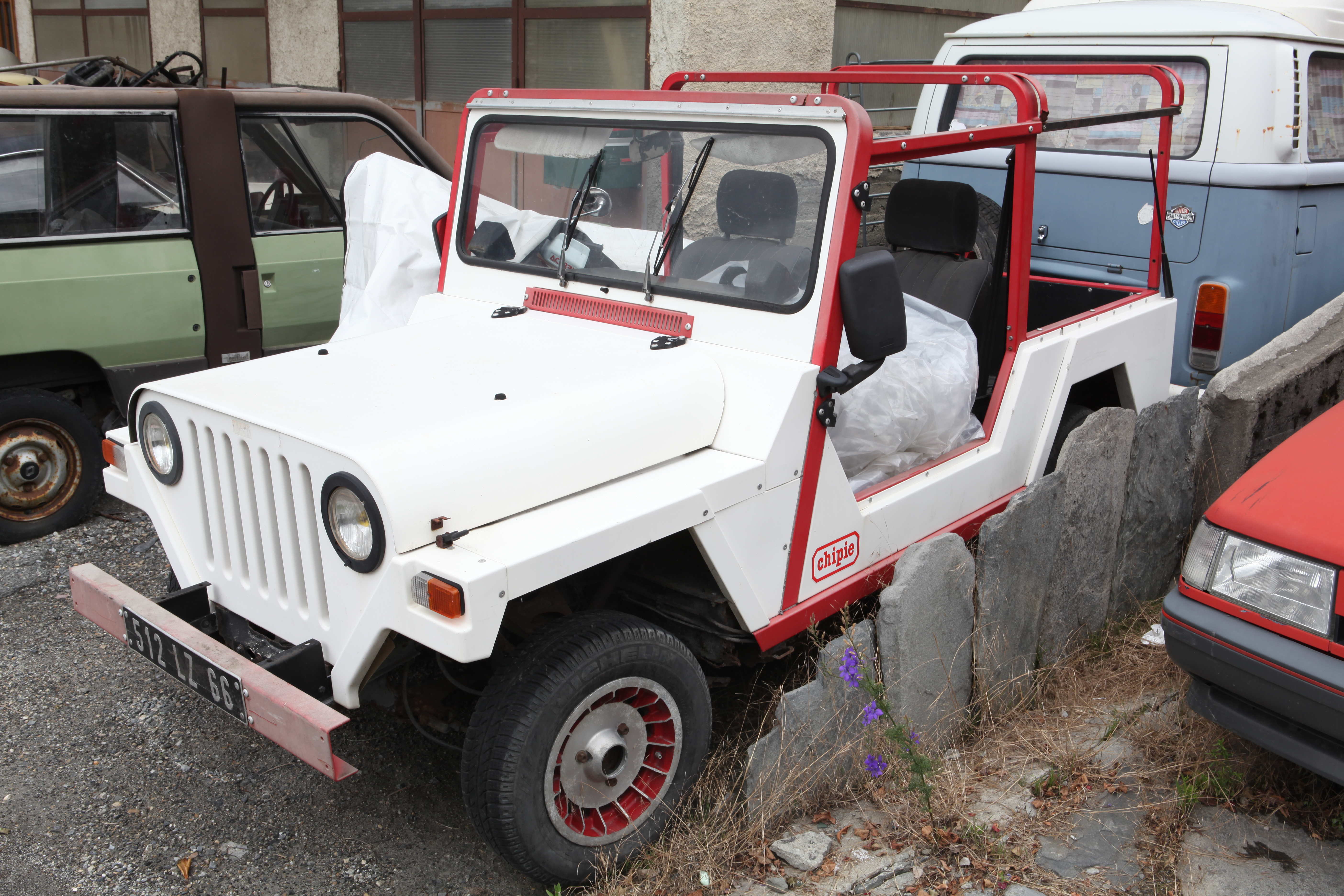
E 3 D Chipie

International Motors Cars, zuvor Études Design Développement et Diffusion des Produits sarl, war ein französischer Hersteller von Automobilen.

## Unternehmensgeschichte
Robert Sulpice, der zuvor als Designer bei Renault tätig war, und Jean-Louis Cariou gründeten 1982 das Unternehmen Études Design Développement et Diffusion des Produits sarl in Roissy-en-Brie und begannen mit der Produktion von Automobilen. Der Markenname lautete E 3 D. 1986 übernahm International Motors Cars aus Les Lilas die Produktion. Etwa 1992 endete die Produktion.

## Fahrzeuge
Das Unternehmen stellte als Prototyp das Modell Jeepie vor. In der Serienversion hieß das Modell Chipie. Es war ein offenes Freizeitauto, das dem Jeep ähnelte. Die Basis bildete das gekürzte Fahrgestell vom Renault 4. Für den Antrieb sorgte der Vierzylindermotor des Renault 4 mit 1108 cm³ Hubraum und 34 PS Leistung. Die Karosserie bestand aus Polyester. Der Bausatz kostete 15.000 Französische Franc.